# San Martín y Mudrián
San Martín y Mudrián est une commune de la province de Ségovie dans la communauté autonome de Castille-et-León en Espagne.